# Los Zigarros
Los Zigarros es una banda de rock and roll procedente de Valencia, España. Sus componentes son Ovidi Tormo (vocalista y guitarrista), Álvaro Tormo (guitarrista), Adrián Ribes (batería) y Miguel Gavín Ceboyero (bajista).

## Historia

### Etapa en Universal Music
Tras la salida de los hermanos Ovidi y Álvaro Tormo de su anterior banda Los Perros del Boogie en 2011 (y comunicada oficialmente el 4 de enero de 2012) con la que llegaron a telonear a ACDC en España y con la que ya llegaron a colaborar junto a Carlos Tarque, se decidieron a formar una nueva banda bajo el nombre de Los Zigarros. Su álbum debut, titulado de manera homónima Los Zigarros, fue publicado en junio de 2013 y producido por Carlos Raya, quien guio el proceso de grabación. Con su álbum de debut recorrieron toda España por salas de pequeño aforo.
Acompañaron como teloneros a Fito y Fitipaldis durante sus conciertos de la gira Huyendo conmigo de mí, lo que les ayudó a darse a conocer por todo el país.
En total hicieron 150 conciertos durante año y medio.
Su segundo trabajo, A todo que sí, apareció en abril de 2016 y fue producido nuevamente por Carlos Raya. Debido al aumento de su popularidad en un espacio de tiempo relativamente corto, la prensa alzó las expectativas de la banda llegándolos a catalogar de relevo generacional del rock and roll en España.
El 27 de septiembre de 2017, fueron teloneros en el concierto de The Rolling Stones en el Estadio Olímpico Lluís Companys de Barcelona, perteneciente a su gira No Filter European Tour.
El 8 de marzo de 2019, lanzaron su tercer álbum de estudio Apaga la radio. Durante la gira de presentación del disco, se grabó el primer álbum en directo ¿Qué demonios hago yo aquí? concretamente en los conciertos celebrados los días 30 y 31 de enero de 2020 en el Teatro Circo Price de Madrid, y siendo puesto a la venta finalmente el 26 de noviembre de 2020.

### Etapa en Cultura Rock
Durante la pandemia de COVID-19 tuvieron dificultades para poder agendar conciertos que continuaran la gira tras las actuaciones del Teatro Circo Price. Ovidi admitió que estuvo tres años sin escribir ninguna canción nueva y, buena parte del motivo de que se alargara esta situación, fue a causa de la pandemia.
En mayo de 2023 anunciaron el que sería su cuarto trabajo de estudio. Esta vez producido por Leiva y bajo un nuevo sello discográfico, Cultura Rock Records. Finalmente el álbum Acantilados se lanzó al mercado el 6 de octubre de 2023, contando con sencillos como Aullando En El Desierto o 100.000 bolas de cristal.

## Discografía

### Álbumes de estudio
| Año  | Álbumes de estudio                   | Posición en listas |
| Año  | Álbumes de estudio                   | [ 11 ]             |
| ---- | ------------------------------------ | ------------------ |
| 2013 | Los Zigarros Universal Music Spain   | 24                 |
| 2016 | A todo que sí Universal Music Spain  | 3                  |
| 2019 | Apaga la radio Universal Music Spain | 2                  |
| 2023 | Acantilados Cultura Rock Records     | 7                  |

### Álbumes en directo
| Año  | Álbumes en directo                                | Posición en listas |
| Año  | Álbumes en directo                                | [ 11 ]             |
| ---- | ------------------------------------------------- | ------------------ |
| 2020 | ¿Qué demonios hago yo aquí? Universal Music Spain | 8                  |
| 2024 | Directo desde Estudio Uno Cultura Rock Records    | —                  |